# Lithacodia decorina
Lithacodia decorina là một loài bướm đêm trong họ Noctuidae.